# Motorola (Radsportteam)
Motorola (bis 1990 7-Eleven) war eine US-amerikanische Profi-Radsportmannschaft.
Das Team wurde 1981 von Jim Ochowicz als erstes Profi-Team der USA im Radsport unter dem Namen des damaligen Hauptsponsors 7-Eleven gegründet. 1985 debütierte das Team mit der Teilnahme am Giro d’Italia im europäischen Radsport. Mit Andrew Hampsten konnte die Mannschaft eine Giro-Etappe gewinnen. Ein Jahr später folgte die erste Teilnahme des 7-Eleven-Teams bei der Tour de France 1986. Bei dem Rennen konnte der Kanadier Alex Stieda als erster Nordamerikaner das Gelbe Trikot überziehen, Davis Phinney gewann als erster Amerikaner eine Etappe der Tour de France. Im folgenden Jahr gelang 7-Eleven mit dem Gesamtsieg von Andrew Hampsten beim Giro d’Italia der größte Erfolg.
Nach dem Ausstieg des bisherigen Sponsors übernahm Motorola, ein US-Elektronikkonzern,  1991 das Sponsoring. Als sportliche Leiter in dieser Zeit fungierten u. a. Hennie Kuiper und der fünfmalige Eisschnelllauf-Olympiasieger Eric Heiden.
Lance Armstrong begann seine Profikarriere 1992 bei Motorola und gewann schon ein Jahr später seine erste Etappe bei der Tour de France sowie überraschend die Straßen-Weltmeisterschaften. In den darauffolgenden Jahren wurden George Hincapie, Bobby Julich, Kevin Livingston und Axel Merckx verpflichtet.
1995 verunglückte der junge Italiener Fabio Casartelli, 1992 Gewinner des olympischen Straßenrennens, durch einen Sturz bei der Tour de France tödlich. Bei der nächsten Etappe fuhr die gesamte Motorola-Mannschaft als Zeichen des Respekts vor dem Hauptfeld nebeneinander ins Ziel. Lance Armstrong gewann im Herbst desselben Jahres die Clásica San Sebastián.
Nach der Saison 1996 beendete Motorola sein Radsportengagement. George Hincapie wechselte daraufhin zum neu entstehenden amerikanischen Profiteam US Postal. Lance Armstrong und Bobby Julich wechselten zu Équipe Cofidis.
Das Vorgängerteam 7-Eleven wurde 1997 in die United States Bicycling Hall of Fame aufgenommen als erstes US-Profi-Radteam, das erfolgreich Rennen in Europa bestritt.